# Ostnák africký
Ostnák africký (Actophilornis africanus) je středně velký vodní pták z čeledi ostnákovitých, který se vyskytuje v subsaharské Africe. 

## Systematika
Druh formálně popsal německý přírodovědec Johann Friedrich Gmelin v roce 1789 v revidované a rozšířené verzi Linného veledíla Systema naturae. Gmelin druh pojmenoval jako Parra africana. Svůj popis založil na ilustraci a popisu ostnáka afrického v knize A General Synopsis of Birds z roku 1785 anglického přírodovědce Johna Lathama. Gmelin i Lotham označili za typovou lokalitu Afriku, což bylo v roce 1915 upřesněno na Etiopii. Moderní taxonomie řadí ostnáka afrického do rodu Actophilornis, který byl vytyčen v roce 1925 americkým ornitologem Harrym C. Oberholserem. Vědecký druhový název druhu africanus znamená latinsky „africký“. Jedná se o monotypický taxon, čili nejsou rozeznávány žádné poddruhy.

## Popis
Dorůstá 30 cm, samice jsou přitom o něco větší než samci. Je zcela nezaměnitelný, převážně kaštanově hnědý s tmavými letkami, ocasem a pruhem na hlavě. Ta je společně s krkem jinak světlá, zobák s čelním štítkem je světle modrý a nápadně dlouhé končetiny s prsty, díky kterým je schopen chodit i po plovoucí vegetaci, šedé.

## Biologie a ekologie
Vyskytuje se na rozsáhlém území subsaharské Afriky, kde je stálý, avšak vysoce potulný. Přesuny ostnáka afrického jsou dost závislé na proměnlivé hladině vody v záplavových oblastech a při náhlém výskytu vody v místech, kde se již roky neobjevil, může ostnák africký tato místa velmi rychle osídlit, i kdyby tam měl doletět stovky kilometrů. Ostnák africký se nevyskytuje na Madagaskaru, kde ho nahrazuje ostnák madagaskarský.
Stejně jako ostatní ostnáci, i ostnák africký je nerozlučně spjat se sladkovodním prostředím s vodní vegetací. Preferuje hlavně stojaté močálovité, jezerní či rybniční vody, občas může obývat i slepá ramena řek. Živí se hmyzem, červy a různými měkkýši a členovci, jako jsou pavouci nebo korýši. Občas slupne i letící mochu nebo pozře semena. Potravu typicky hledá na plovoucí vegetaci, kterou občas může vyrvat i z kořeny a hledat tak bezobratlé v kořenovém systému. K pohybu po vodě mu dobře slouží enormně dlouhé prsty, které rozkládají váhu těla a umožňují ostnákovi zdánlivě pohyb po vodních rostlinách.

### Hnízdění
Ve vhodných habitatech může dojít k zahnízdění po celý rok, avšak v místech sezónních záplav dochází k zahnízdění pouze v určitou část roku.
Hnízdo má podobu jednoduché plošinky z rostlinného materiálu. Samice klade kolem 4 lesklých vajec s tmavými vlnkami. Veškerou hnízdní péči zajišťuje samec. Ten při inkubaci vsunuje svá křídla pod vejce, takže nejsou v kontaktu s vlhkým hnízdem, a zahřívá je tak mezi tělem a křídly. Podobně dochází i k zahřívání mláďat – samec je vsune mezi tělo a křídlo a dokonce s nimi takto dovede i chodit. K zahřívání vajec a mláďat mezi křídlem a tělem má zvláště uzpůsobené křídelní kosti. Inkubace trvá kolem 22–28 dní. Mláďata jsou vysoce prekociální. Rodí se obalena prachovým peřím, které je zespoda bílé, shora černohnědě proužkované. Samec je nekrmí, avšak vodí je za potravou, na kterou ukazuje zobákem. Jednou ze zvláštních schopností mláďat je, že při úniku před predátorem se dovedou potopit pod vodu, avšak zobák nechají nad hladinou, takže si takto ponechávají přísun kyslíku. Mláďata stráví se samcem kolem 40–70 dní, než se osamostatní. Adultní opeření u nich vzniká kolem věku 1 roku.

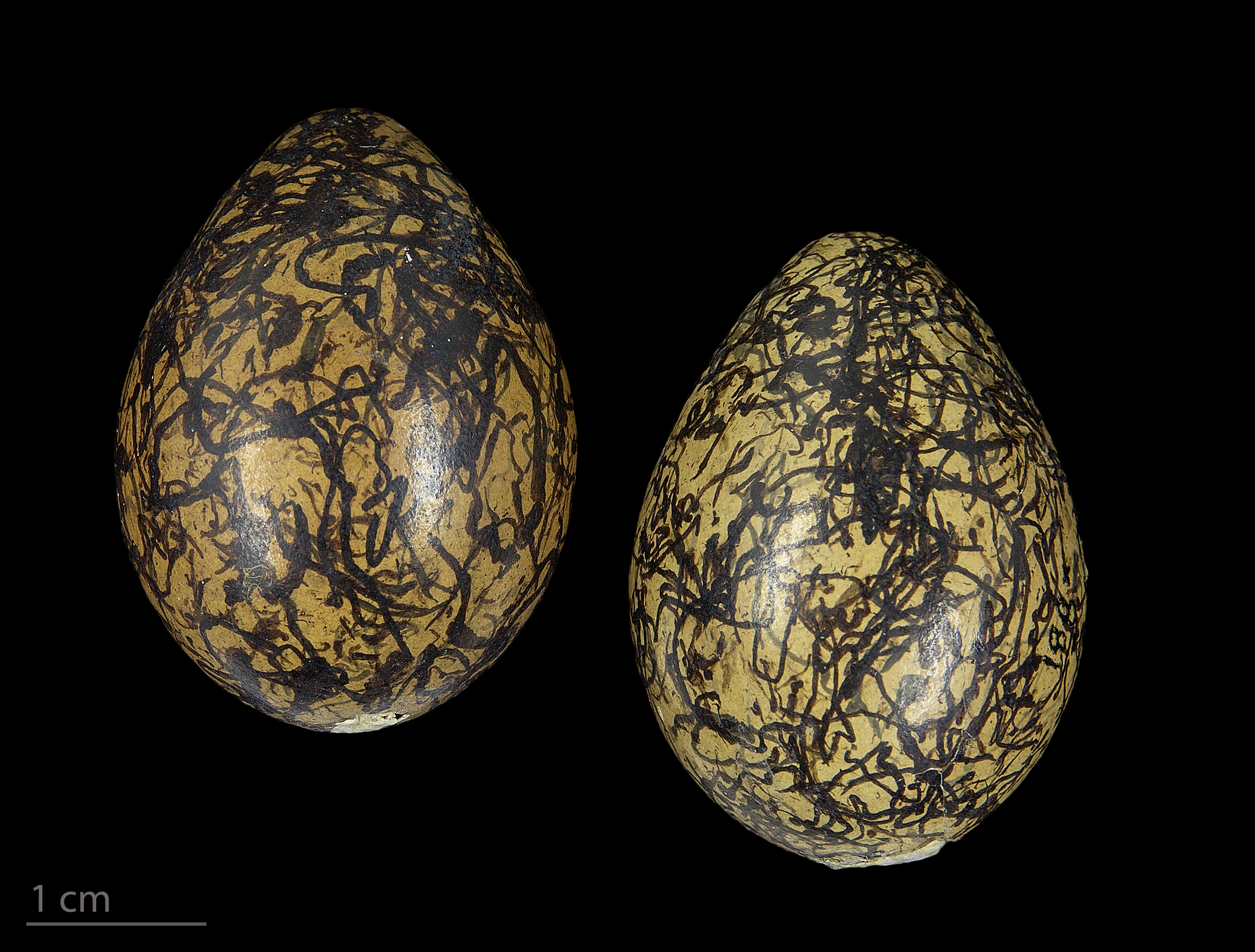
Vejce ostnáka afrického
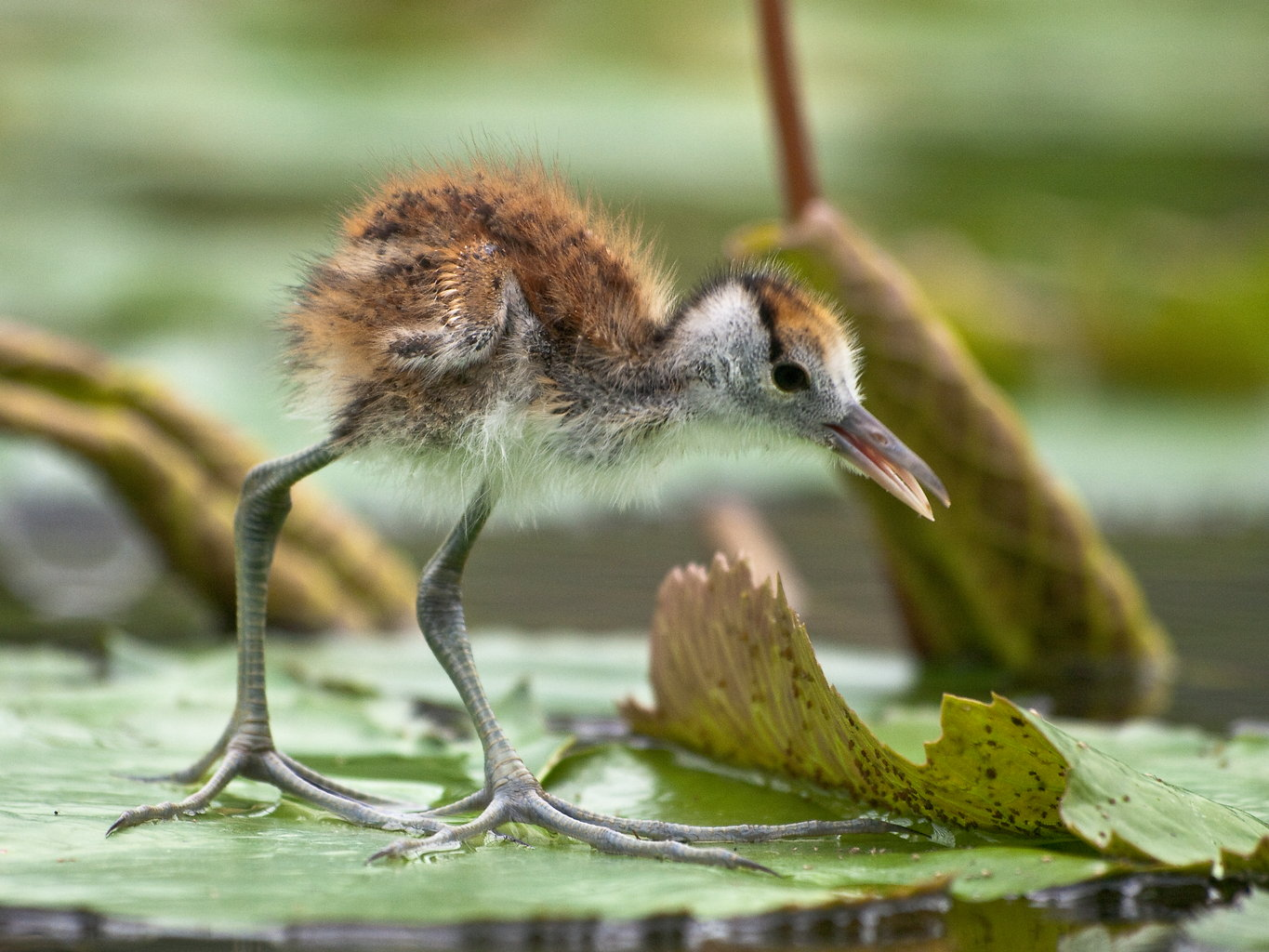
Mládě (Kakegawa, Japonsko)
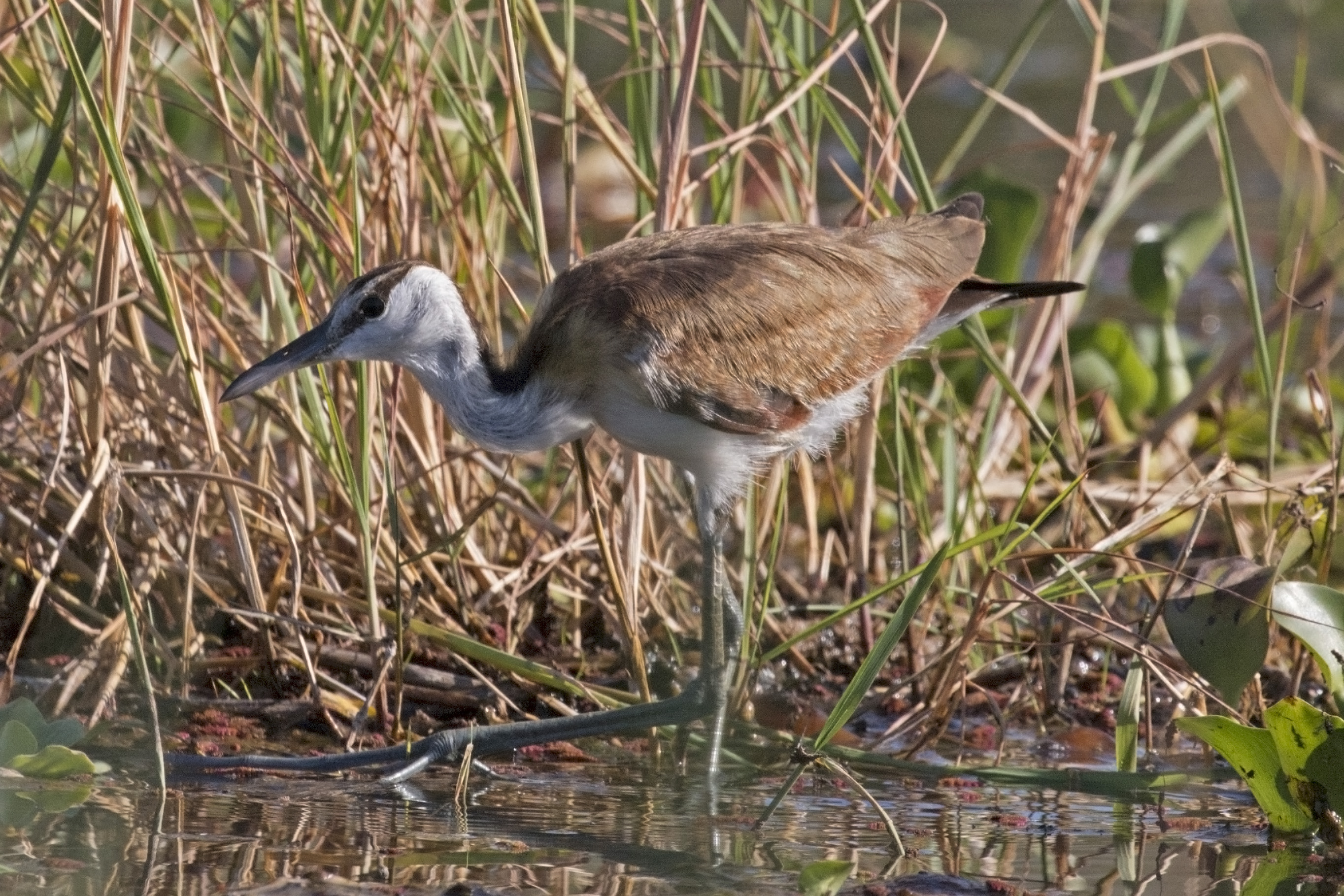
Nedospělec (Baringo, Keňa)
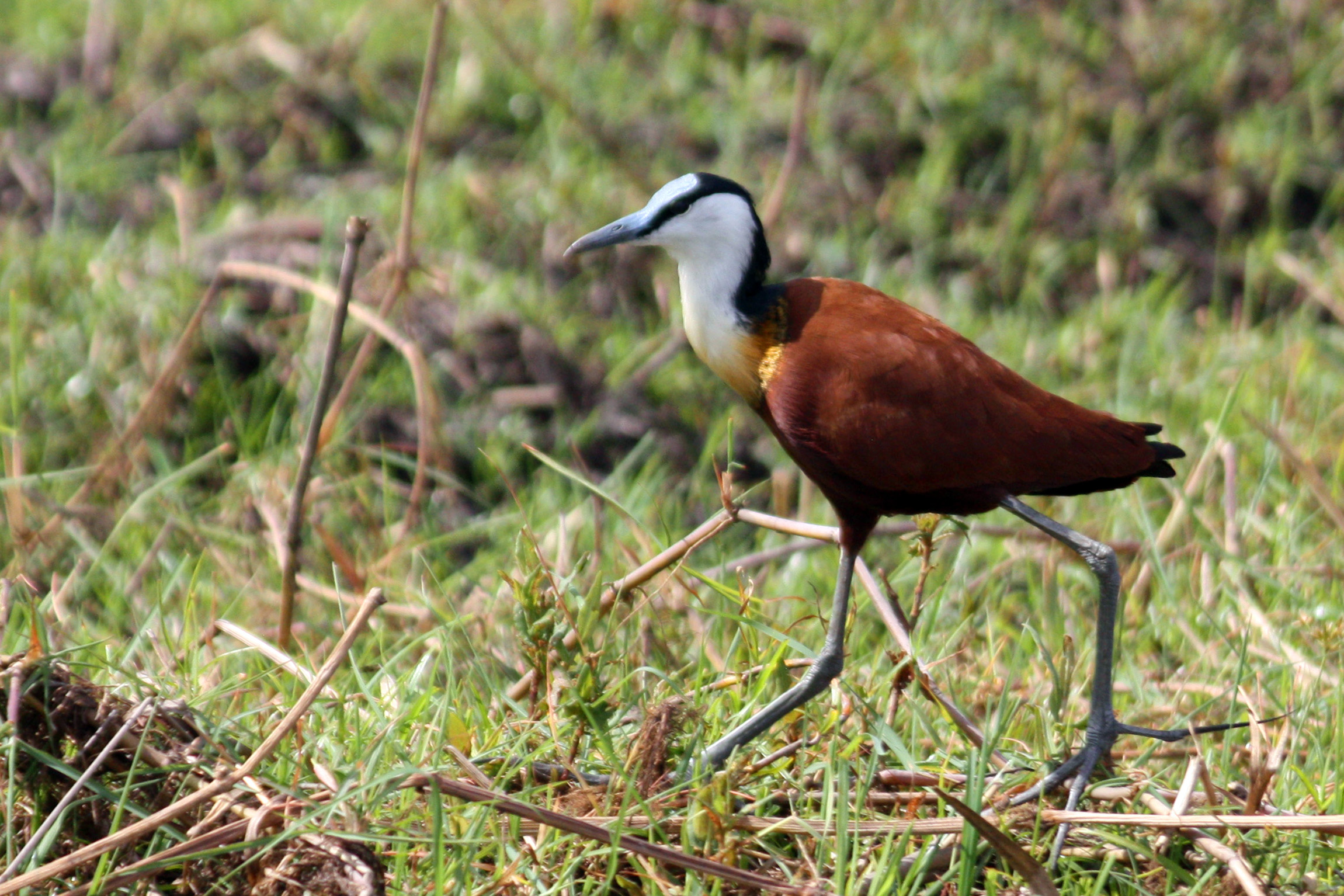
Dospělec (Okavango, Botswana)